# Penryn (Cornwall)
Penryn (Kornisch: Penrynn, von Pen-ryn, dt. „Vorgebirge“) ist ein Civil parish und eine Stadt in Cornwall. Sie grenzt an den Penryn River und liegt 1,6 km nordwestlich von Falmouth. Bei der Volkszählung von 2001 betrug die Einwohnerzahl 7166. Trotz der Nähe zu Falmouth entwickelte sich Penryn zu einem wichtigen Hafen. Im Mittelalter wurde dort Granit und Zinn exportiert.

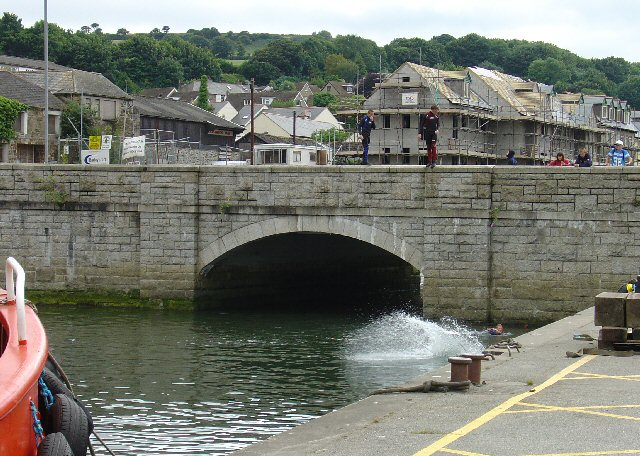
Penryn-Bridge über dem Penryn-River in Penryn

Penryn wurde 1216 unter dem Bischof von Exeter gegründet  und ist damit eine der ältesten Städte Cornwalls – mit umfangreicher Geschichte. Im Domesday Book wurde das Gebiet der  Stadt zu den als „Trelivel“ bezeichneten Ländereien gezählt.
Penryn konnte einen großen Teil seines historischen Erbes erhalten; in Cornwall ist es die Stadt mit den meisten denkmalgeschützten Gebäuden. Im Rathaus ist ein Heimatmuseum ansässig. Einzige Partnerstadt ist Audierne in der Bretagne.

## Persönlichkeiten
- John Coode (1648–1709), Siedler in der Province of Maryland
- Thomas Pellow (* ~1704, † ~1738), Sklave in Marokko unter Mulai Ismail
- William Gilbert Puckey (1805–1878), Missionar in Neuseeland